# TR-069

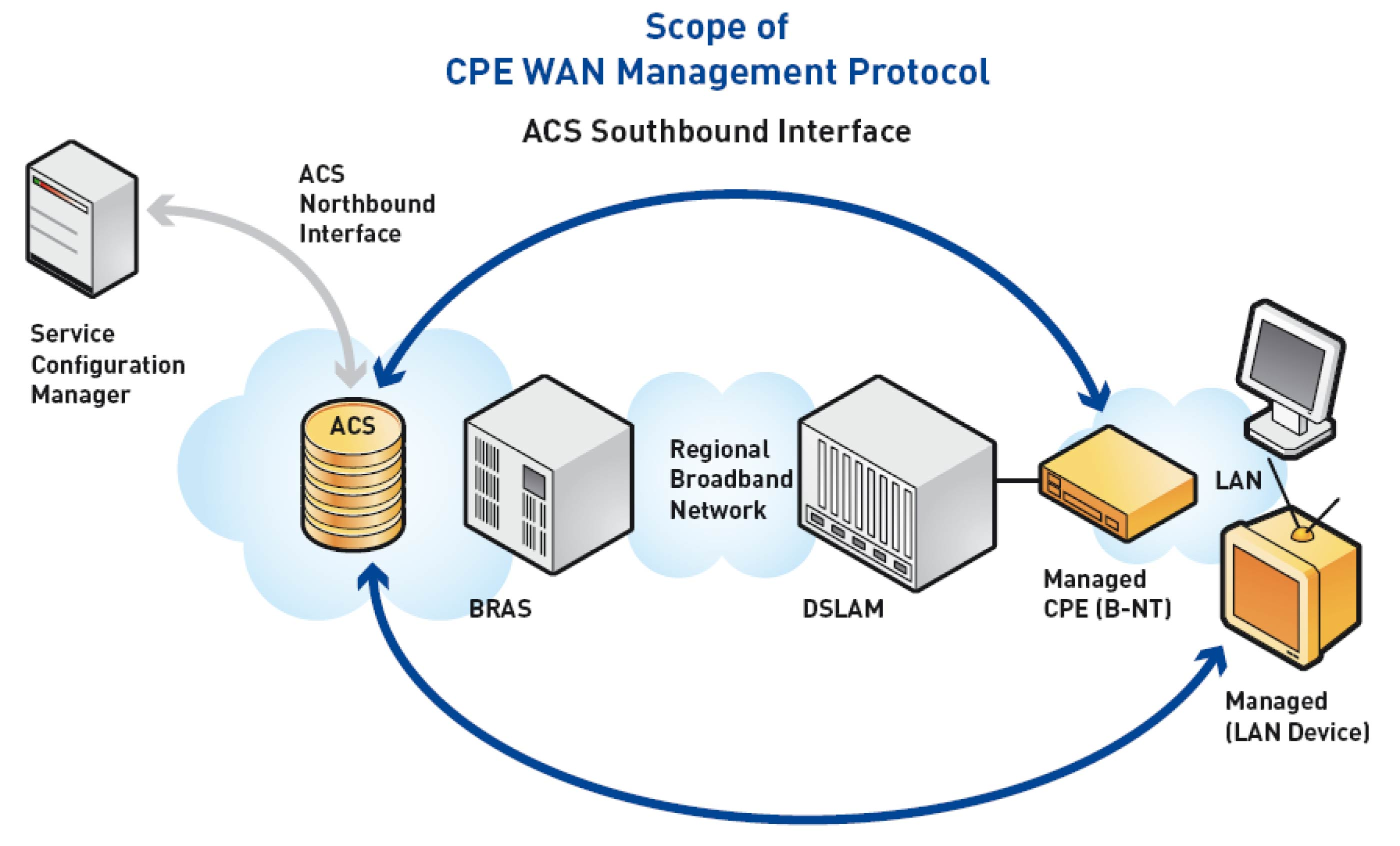
Representação do funcionamento do protocolo TR-069

TR-069 (abreviação de Technical Report 069) é uma especificação técnica de fórum DSL (que foi posteriormente renomeado como Broadband Fórum) intitulada como Protocolo de Gerenciamento CPE WAN (do Inglês CPE WAN Management Protocol - CWMP). Ela define um protocolo da camada de aplicação para gerenciamento remoto de dispositivos para usuários finais.
Como um protocolo bidirecional baseado em SOAP/HTTP ele fornece a comunicação entre equipamentos nas instalações do cliente (CPE) e Servidores de Configuração Automática (ACS). Ele inclui uma configuração automática segura e o controle de outras funções de gerenciamento CPE dentro de um framework integrado.  

## Código-fonte aberto
- EasyCwmp implementação Open source de cliente cwmp desenvolvido com C/SHELL